# Отставнов, Дмитрий Владимирович
Дми́трий Влади́мирович Отставно́в (4 июня 1993, Тула, Россия) — российский футболист, нападающий.
Начинал заниматься футболом в ДЮСШ тульского «Арсенала» у тренера Владимира Прохорова. Затем был приглашён в школу московского «Локомотива». В 2009 году перешёл в СДЮШОР «Динамо» Москва. В 2010—2014 годах провёл в молодёжном первенстве 90 матчей, забил 37 мячей. В 2011 году вместе с Дмитрием Каюмовым из «Спартака» стал лучшим бомбардиром сезона — 17 мячей. В феврале 2014 был отдан в аренду в «Нефтехимик» Нижнекамск. В первенстве ФНЛ 2013/14 провёл 12 матчей, забил один гол, в первенстве ПФЛ 2014/15 — 16 игр, 8 мячей. На Кубке ФНЛ 2014 сыграл один матч за клуб «Луч-Энергия». В феврале 2015 перешёл в казанский «Рубин». 25 мая в матче 29 тура против ЦСКА дебютировал в РФПЛ, проведя на поле весь матч.
В сезоне 2015/16, играя за ульяновскую «Волгу», стал лучшим бомбардиром зоны «Урал-Поволжье» ПФЛ с 16 мячами.
В 2018 году за литовский «Тракай» сыграл один матч в предварительном квалификационном раунде Лиги Европы против валлийского «Кевн Друидс» (1:1).
После ухода из ростовского СКА работал в Москве курьером в компании Яндекс.Еда. Также играл за любительскую команду СШ № 75 (в структуре «Велеса») в первенстве III дивизиона (зона «Москва», дивизион «А»). В октябре 2020 года подписал контракт с ульяновской «Волгой» до лета 2021 года. В летне-осенней части сезона 2021/22 играл за пензенский «Зенит».